# 성남교통
성남교통은 경기도 성남시 분당구 분당동에 소재한 마을버스 회사이다. 현재 서울여객, 광성운수 등 6개의 버스 회사를 계열사로 두고 있다,

## 연혁
- 1994년: 경기교통 계열사로 서현교통 설립
- 2001년: 경기교통 부도에 따라 계열 분리
- 2016년 6월: 신성운수 인수 및 계열사 편입
- 2017년 5월: 서울운수 설립, 서울 신성교통 노선 양수
- 2019년 9월: 사명을 성남교통으로 변경[1]
- 2020년 10월: 서울운수가 신수동마을버스에 인수되며 신수교통이 되어 계열사 분리